# Chevrières (Oise)
Chevrières település Franciaországban, Oise megyében. Lakosainak száma 2017 fő (2022. január 1.). Chevrières Le Fayel, Grandfresnoy, Houdancourt és Longueil-Sainte-Marie községekkel határos.

## Népesség
A település népességének változása:
| Lakosok száma | 1887 | 1938 | 2030 | 1993 | 2022 | 2021 | 2018 | 2005 | 2017 |
|               | 2013 | 2015 | 2016 | 2017 | 2018 | 2019 | 2020 | 2021 | 2022 |